# Sandżakbej
Sandżakbej (tur. sandżakbeji) – „pan (tj. zarządca) sandżaku”, dowódca wojska z podległego mu terytorium. Osmański sandżak można porównać do polskiego powiatu. Każdy sandżakbej podlegał odpowiedniemu paszy, władcy ejaletu (który można porównać do polskiego województwa). Wielu władców sandżaków miało dość silną i niezależną pozycję, szczególnie sandżakbejowie z posiadłości granicznych prowadzili dość niezależną politykę, często nie licząc się zbytnio z władzą zwierzchnią.